# Harald
Harald je mužské křestní jméno. Pochází z anglosaského jména Hereweald a je stvořeno ze slov here, „vojsko“, a weald, „síla, velitel, vládce“ – tedy znamená „velitel vojska“, „vládce boje“. Staroseverské jméno Haraldr je s ním příbuzné. Jmenovalo se tak pět králů Norska a tři králové Dánska.

## Známí nositelé
panovníci
- Harald I. dánský král (911–986)
- Harald I. Krásnovlasý, norský král (872–930)
- Harald II. Dánský
- Harald II. Norský, norský král (961–970)
- Harald III. Dánský, král (1074–1080)
- Harald III. Norský
- Harald III. Sigurdsson
- Harald IV. Gille, norský král (1130–1136)
- Harald IV. Norský
- Harald V., norský král

ostatní
- Harald Bohr, dánský matematik
- Harald Brattbakk, norský fotbalový útočník
- Heinz-Harald Frentzen, německý pilot
- Harald Gimpel, východoněmecký vodní slalomář
- Harald zur Hausen, německý vědec
- Harald Hennum, norský fotbalový útočník
- Harald Karger, německý fotbalista
- Harald Paetz, dánský fotograf
- Harald Schmid, německý atlet
- Harald Schumacher, německý fotbalový brankář
- Harald Strøm, norský rychlobruslař a fotbalista